# Luis Herrero
Luis Herrero-Tejedor Algar, né le 4 octobre 1955 à Castellón de la Plana, est un journaliste et homme politique espagnol.
Il fut élu député européen pour le Parti populaire aux Élections de 2004.
Ancien collaborateur d'Antena 3 et de la COPE, il est collaborateur de esRadio depuis sa création en 2009.
Il est fils du juriste et homme politique Fernando Herrero Tejedor, secrétaire général du Movimiento Nacional dans l'avant-dernier gouvernement du franquisme.